# Ментати Дюни
«Ментати Дюни» (англ. Mentats of Dune) — науково-фантастичний роман 2014 року Браяна Герберта та Кевіна Дж. Андерсона, дія якого відбувається у всесвіті Дюни, створеному Френком Гербертом. Це друга книга їхньої трилогії-приквелу «Великі школи Дюни», яка є продовженням трилогії «Легенди Дюни». Дія роману розгортається майже через століття після подій «Дюна: Битва біля Корріно», роман продовжує хроніку зародження шкіл Бене Ґессерит, Ментат і Сук, а також Космічної гільдії, яким загрожують незалежні антитехнологічні сили, що набирають силу після Батлеріанського джихаду. Трилогія «Великі школи Дюни», вперше згадана Андерсоном у блозі 2010 року, розповідає про перші роки існування цих організацій, які посідають чільне місце в оригінальних романах про Дюну.

## Сюжет
Коли антитехнологічні сили Менфорда Торондо зростають у силі та впливі, принц Родерік Корріно вбачає загрозу імператорській владі свого брата, імператора Сальвадора. Промисловець Джозеф Венпорт вступає в боротьбу з Торондо, чиє втручання загрожує бізнес-інтересам Венпорта. Тим часом Гілбертус Альбанс дедалі більше побоюється за свою школу Ментат на Лампадасі (і копію мислячої машини Еразма, яку він там переховує), оскільки Торондо стає дедалі сміливішим. Коли Гілбертус відмовляється змусити своїх ментатів присягнути Батлеріанцям, його школу захоплюють, а його минуле як «симпатика машин» розкривається. Його страчує Менфорд, але Анна Корріно тікає з Еразмом. Тим часом бунт, підбурюваний Торондо, призводить до загибелі доньки Родеріка. Сальвадор бере під свій контроль прибуткові операції з меланжу на Арракісі, усуваючи Венпорта, який невдовзі використає постійну небезпеку з боку піщаних черв'яків черв'яків, щоб організувати вбивство імператора.
Ракелла Берто-Анірул відновила свою школу Бене Ґессерит на Валлах IX завдяки допомозі Джозефа Венпорта. Валя Харконнен, яка тепер стала Превелебною Матір'ю, повертає заховані комп'ютери з Россака і сподівається стати наступницею Ракелли на посаді Настоятельки. Ракелла вважає, що єдина надія на виживання Сестринства — це примирення сестер з Валлаху IX з фракцією Доротеї на Сайлюс Секундус. Її здоров'я погіршується, вона викликає Доротею до Школи і змушує Доротею і Валю відкласти свої розбіжності і домовитися про спільну роботу на благо Сестринства. Називаючи їх співлідерами, Ракелла помирає; Валя, однак, все ще гірко переживаючи зраду Доротеї, використовує свою щойно відкриту силу Голосу, щоб змусити Доротею покінчити життя самогубством. Валя оголошує себе єдиною Матір'ю-настоятелькою і втирається в довіру до нового імператора Родеріка.
Воріан Атрід, відчуваючи провину за смерть Гріффіна Харконнена, намагається допомогти його сім'ї, таємно вливаючи кошти в їхній китобійний бізнес на Ланківейлі. Потім він вирушає на Каладан, щоб зустрітися зі своїми нащадками. Незабаром Атрідів спіткала трагедія, і Воріан занадто пізно розуміє, що молодша сестра Гріффіна і Валі Тула відвідала Харконненів, щоб помститися їм.

## Сприйняття
«Ментати Дюни» дебютували на 17 місці у списку бестселерів у твердій палітурці за версією Нью-Йорк таймс.

## Адаптації
Трилогія романів Великі школи Дюни, слугувала як основа сюжету для телесеріалу Дюна: Пророцтво 2024 року.